# Gustav Becker
Gustav Eduard Becker (ur. 2 maja 1819 r. w Oleśnicy, zm. 14 września 1885 r. w Berchtesgaden) – niemiecki zegarmistrz i założyciel marki zegarów Gustav Becker.
Urodził się na Dolnym Śląsku. Uczył się jako czeladnik we Frankfurcie nad Menem, La Chaux-de-Fonds, Dreźnie, Monachium, Berlinie i Wiedniu (u mistrza zegarmistrzostwa Philipa Happachera). 1 kwietnia 1847 r. otworzył pierwszy w Świebodzicach sklep z zegarami. W 1852 r. na wystawie przemysłowej we Wrocławiu jego zegary były sygnowane jako Gustav Becker. W 1854 r. Becker otrzymał kontrakt z pocztą. Produkcja gwałtownie wzrosła, ponieważ w 1873 r. na wystawie światowej w Wiedniu Becker ogłosił wyprodukowanie 75 000 a w 1875 r. 100 000 zegarów. 15 maja 1885 r. jest to już 750 000, a w 1892 r. wyprodukował 1 000 000 zegarów. Po jego śmierci firmę przejął jego syn Paul Albert Becker i został szefem firmy.
Milionowy zegar znajduje się w kolekcji Termet S.A. (dawniej Predom Termet) w Świebodzicach, które po 1945 roku przejęły majątek fabryki Beckera.
Grób Gustava Beckera znajduje się na cmentarzu komunalnym w Świebodzicach.